# Syngonium hastiferum
Syngonium hastiferum är en kallaväxtart som först beskrevs av Paul Carpenter Standley och Louis Otho Otto Williams, och fick sitt nu gällande namn av Thomas Bernard Croat. Syngonium hastiferum ingår i släktet Syngonium och familjen kallaväxter. Inga underarter finns listade.